# فريدريك إينغيرسول
فريدريك إينغيرسول (بالإنجليزية: Frederick Ingersoll)‏ هو شخصية أعمال ومخترِع أمريكي، ولد في 1876 في نيوجيرسي في الولايات المتحدة، وتوفي في 23 أكتوبر 1927 في أوماها في الولايات المتحدة.